# Енріке Вольфф
Енріке Вольфф (ісп. Enrique Wolff; нар. 21 лютого 1949, Буенос-Айрес) — аргентинський футболіст, що грав на позиції захисника.
Виступав, зокрема, за клуб «Расінг» (Авельянеда), а також національну збірну Аргентини.

## Клубна кар'єра
У дорослому футболі дебютував 1967 року виступами за команду «Расінг» (Авельянеда), в якій провів шість сезонів, взявши участь у 165 матчах чемпіонату. Більшість часу, проведеного у складі «Расинга», був основним гравцем захисту команди.

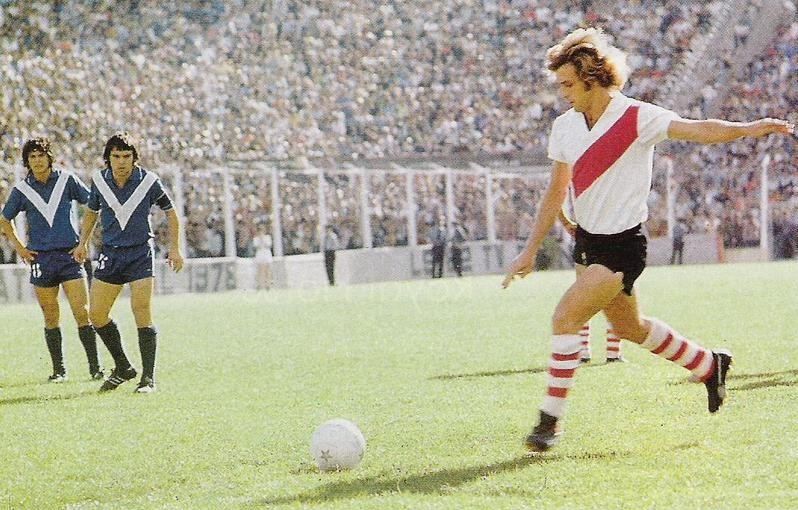
Енріке Вольфф під час виступів за «Рівер Плейт».

Згодом у 1973—1974 роках грав за «Рівер Плейт», після чого перебрався до Іспанії, ставши гравцем «Лас-Пальмаса». З цією командою у сезоні 1976/77 аргентинець посів  4-те місце у Ла Лізі, що стало найкращим результатом в історії клубу, після чого гравця підписав «Реал Мадрид». З «Реалом» він двічі вигравав чемпіонат Іспанії у 1978 та 1979 роках. Останній раз у кольорах «королівського клубу» він зіграв 3 червня 1979 року в матчі проти «Расінга» (Сантандер) (5:1). Загалом за два клуби він провів у іспанській Ла Лізі 161 гру, забивши 11 голів. Він також брав участь у 4 матчах у Кубку європейських чемпіонів з мадридським клубом, забивши гол у ворота люксембурзької команди «Прогрес» (Нідеркорн) у вересні 1978 року
Вольфф повернувся в Аргентину в 1979 році в клуб «Архентінос Хуніорс», за який зіграв лише 8 матчів, після чого завершив ігрову кар'єру. Втім 2 роки по тому Вольфф повернувся в футбол, виступаючи за «Тігре» у аргентинському Другому дивізіоні в сезоні 1981 року.

## Виступи за збірні
1967 року у складі молодіжної збірної Аргентини став переможцем молодіжного чемпіонату Південної Америки в Парагваї.
1972 року дебютував в офіційних матчах у складі національної збірної Аргентини. 
У складі збірної був учасником чемпіонату світу 1974 року у ФРН. З шести матчів Аргентини на турнірі Вольфф з'являвся в п'яти, пропустивши лише другу гру другого групового етапу проти збірної Бразилії. У всіх інших іграх він з'являвся в стартовому складі, відігравши всі 90 хвилин в матчах проти збірних Польщі, Гаїті і НДР. У зустрічах з Італією і Нідерландами його заміняв захисник Рубен Гларія відповідно на 60-й хвилині і в перерві між таймами. В останній грі Аргентини на чемпіонаті проти НДР Вольфф був капітаном команди.
Всього протягом кар'єри у національній команді, яка тривала 3 роки, провів у її формі 27 матчів, забивши 1 гол.

## Подальше життя
У 1992 році Вольфф почав вести футбольне шоу Simplemente Fútbol на аргентинському телебаченні.
15 червня 2012 року він ніс олімпійський факел в місті Ньюкасл-апон-Тайн.

## Титули і досягнення
- Чемпіон Іспанії (2):

«Реал Мадрид»:  1977/78, 1978/79
- Чемпіон Південної Америки (U-19): 1967